# Hafragilsfoss
Der Hafragilsfoss ist ein Wasserfall am Fluss Jökulsá á Fjöllum im Nordosten Islands.
Der Wasserfall liegt etwa zwei Kilometer nördlich (flussabwärts) des Dettifoss, knapp 30 Kilometer vor der Flussmündung in den Arktischen Ozean. Hier vereinigt sich das Tal der Jökulsá mit der von Westen kommenden Klamm Hafragil, nach welcher der Fall benannt wurde. Mit einer Höhe von 27 Metern ist der Hafragilsfoss nach dem Dettifoss der zweithöchste Wasserfall im Flussverlauf. Die Schlucht der Jökulsá im Bereich des Hafragilsfoss wird Hafragilsundirlendi genannt; weiter unterhalb folgen noch der kleinere Wasserfall Réttarfoss sowie der Vígabjargsfoss, der bis zu einer Veränderung des Flusslaufs 1950 zu den mächtigsten am Fluss gehörte.
Der Hafragilsfoss liegt im äußersten Südosten des Jökulsárgljúfur-Nationalparks, der seit 2008 zum  Vatnajökull-Nationalpark gehört. Seit 1996 steht dieser Wasserfall unter Naturschutz, wie auch der Dettifoss und der Selfoss.
Am rechten Ufer befindet sich oberhalb des Wasserfalls ein Aussichtspunkt nahe der Straße Nr. 864. Die linke Seite ist schwieriger erreichbar, über Wanderwege, die vom Parkplatz westlich des Dettifoss ausgehen (Abzweigung von der Straße Nr. 862).

## Weblinks

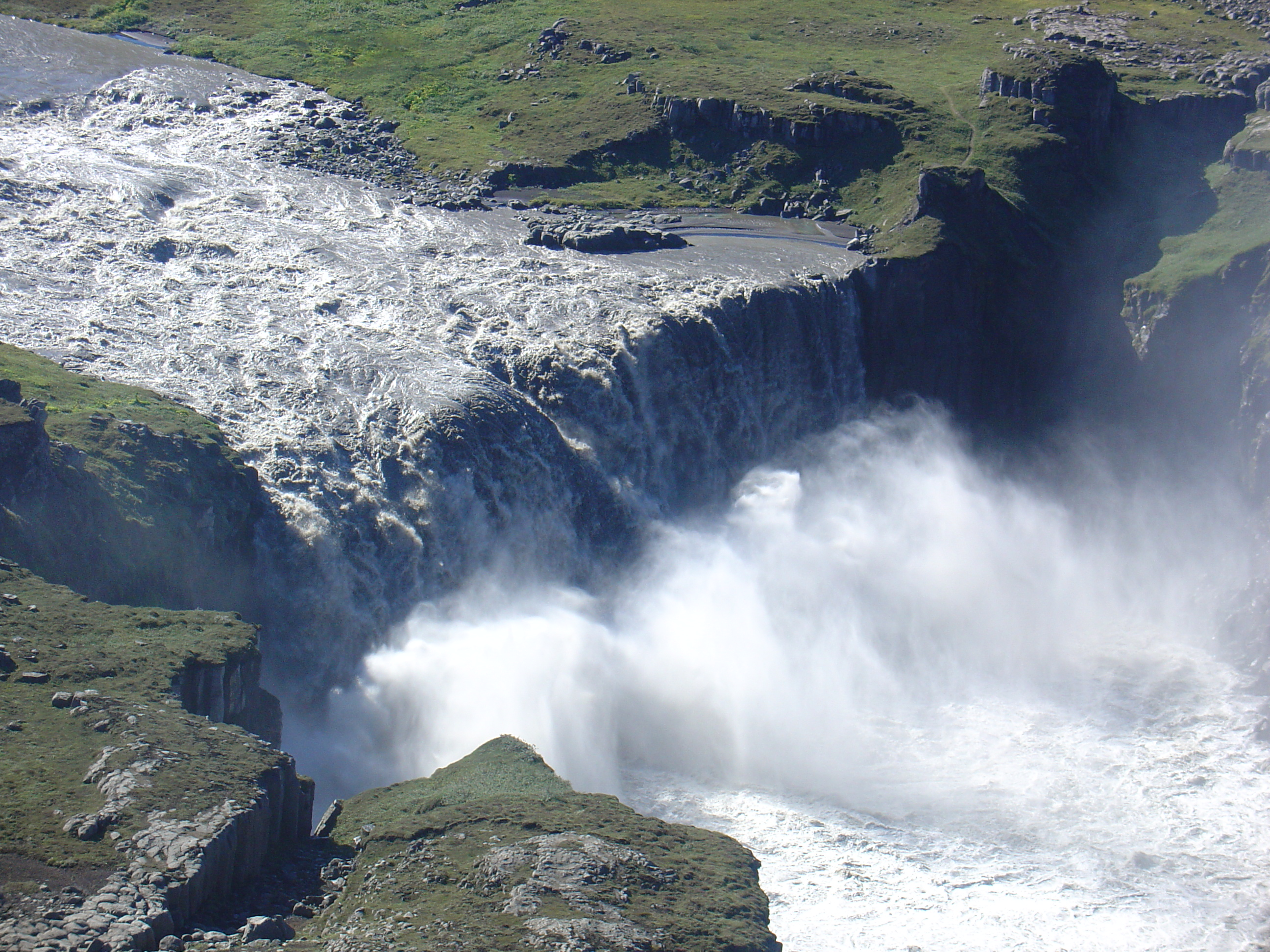
Der Hafragilsfoss vom Aussichtspunkt